# Tōkaidō-Hauptlinie (Atami–Toyohashi)
| Triebzug der Baureihe 117 auf der Brücke zur Insel Benten-jima |                   |                                           |                                           |
| Streckenlänge: | 189,0 km          |                                           |                                           |
| Spurweite: | 1067 mm (Kapspur) |                                           |                                           |
| Stromsystem: | 1500 V =          |                                           |                                           |
| Streckengeschwindigkeit: | 110 km/h          |                                           |                                           |
| Zweigleisigkeit: | ganze Strecke     |                                           |                                           |
| |                   |                                           |                                           |
| Gesellschaft: | JR Central        |                                           |                                           |
| \| \| \| ↑ Tōkaidō-Hauptlinie nach Tokio \| 1925– \| \| \| \| ↑ Tōkaidō-Shinkansen \| 1964– \| \| \| 104,6 \| Atami (熱海) \| 1925– \| \| \| \| \| \| \| \| \| \| \| \| \| \| Kinomiya (来宮) \| \| \| \| \| → Itō-Linie \| 1935– \| \| \| \| Tanna-Tunnel (7804 m) \| \| \| \| 114,5 \| Kannami (函南) \| 1934– \| \| \| \| \| \| \| \| \| \| \| \| \| \| \| \| \| \| \| \| \| \| \| \| \| \| \| \| 120,7 \| Mishima (三島) \| 1934– \| \| \| \| → Sunzu-Linie \| 1934– \| \| \| \| ↔ Sunzu-Linie (alte Strecke) \| 1898–1934 \| \| \| \| Abstellanlage \| \| \| \| \| ← Gotemba-Linie \| 1889– \| \| \| 126,2 0,0* \| Numazu (沼津) \| 1889– \| \| \| – 3,0* \| Numazukō (沼津港) \| 1899–1974 \| \| \| 130,3 \| Katahama (片浜) \| 1987– \| \| \| 132,8 \| Hara (原) \| 1900– \| \| \| 137,4 \| Higashi-Tagonoura \| Higashi-Tagonoura \| \| \| \| (東田子の浦) \| 1949– \| \| \| 141,3 \| Yoshiwara (吉原) \| 1889– \| \| \| \| ← Gakunan-Linie \| 1949– \| \| \| \| ↔ Tōkaidō-Shinkansen \| 1964– \| \| \| \| Urui-gawa \| \| \| \| \| ← Minobu-Linie (alte Strecke) \| 1913–1969 \| \| \| 146,2 \| Fuji (富士) \| 1909– \| \| \| \| ← Minobu-Linie \| 1969– \| \| \| \| Betriebswerk \| \| \| \| \| Fuji-kawa \| \| \| \| 149,7 \| Fujikawa (富士川) \| 1889– \| \| \| \| ↔ Tōkaidō-Shinkansen \| 1964– \| \| \| 152,5 \| Shin-Kambara (新蒲原) \| 1968– \| \| \| 154,9 \| Kambara (蒲原) \| 1890– \| \| \| \| Tōmei-Autobahn \| \| \| \| 158,4 \| Yui (由比) \| 1916– \| \| \| \| \| \| \| \| \| Tōmei-Autobahn \| \| \| \| \| \| \| \| \| \| Okitsu-gawa \| \| \| \| 164,3 \| Okitsu (興津) \| 1889– \| \| \| \| Ihara-gawa \| \| \| \| 166,7 \| Sodeshi (袖師) \| 1926–1971 \| \| \| 169,0 \| Shimizu (清水) \| 1889– \| \| \| \| → Shimizukō-Linie \| 1916–1984 \| \| \| \| Shin-Shimizu (新清水) \| \| \| \| \| Tomoe-gawa \| \| \| \| \| → Shizuoka-Shimizu-Linie \| 1908– \| \| \| \| ← Tōkaidō-Shinkansen \| \| \| \| 174,2 \| Kusanagi (草薙) \| 1926– \| \| \| \| Tōmei-Autobahn \| \| \| \| \| ↔ Shizuoka-Shimizu-Linie \| 1908– \| \| \| 176,7 \| Güterbahnhof Shizuoka \| Güterbahnhof Shizuoka \| \| \| 177,7 \| Higashi-Shizuoka (東静岡) \| 1998– \| \| \| \| \| \| \| \| \| Betriebswerk \| \| \| \| 180,2 \| Shizuoka (静岡) \| 1889– \| \| \| \| Abe-kawa \| \| \| \| \| \| \| \| \| 184,5 \| Abekawa (安倍川) \| 1985– \| \| \| \| Tōmei-Autobahn \| \| \| \| 186,6 \| Mochimune (用宗) \| 1909– \| \| \| \| \| \| \| \| \| links: Nihonzaka-Tunnel (2174 m) \| \| \| \| \| rechts: alter Ishibe-Tunnel (910m) \| \| \| \| \| Mitte: Ishibe-Tunnel (2205 m) \| \| \| \| \| rechts: Isohama-Tunnel (970 m) \| \| \| \| \| \| \| \| \| \| \| \| \| \| \| ← Tōkaidō-Shinkansen \| 1964– \| \| \| \| ← Asahina-gawa \| \| \| \| 193,7 \| Yaizu (焼津) \| 1889– \| \| \| \| ↔ Tōkaidō-Shinkansen \| 1964– \| \| \| 197,0 \| Nishi-Yaizu (西焼津) \| 1987– \| \| \| \| Tōmei-Autobahn \| \| \| \| \| ↔ Sun’en-Linie \| 1913–1970 \| \| \| 200,3 \| Fujieda (藤枝) \| 1889– \| \| \| 204,9 \| Rokugō (六合) \| 1986– \| \| \| 207,8 \| Shimada (島田) \| 1889– \| \| \| \| ← Shimada-Bahn \| 1898–1955 \| \| \| \| Ōi-gawa \| \| \| \| \| ← Ōigawa-Hauptlinie \| 1927– \| \| \| 212,9 \| Kanaya (金谷) \| 1890– \| \| \| \| Makinohara-Tunnel (1056 m) \| \| \| \| \| ↔ Tōkaidō-Shinkansen \| 1964– \| \| \| 222,2 \| Kikugawa (菊川) \| 1889– \| \| \| \| → Horinouchi-Bahn \| 1899–1935 \| \| \| \| \| \| \| \| \| ↔ Tōkaidō-Shinkansen \| 1964– \| \| \| 229,3 \| Kakegawa (掛川) \| 1889– \| \| \| \| ← Tenryū-Hamanako-Linie \| 1935– \| \| \| \| Tōmei-Autobahn \| \| \| \| 234,6 \| Aino (愛野) \| 2001– \| \| \| \| \| \| \| \| \| ← Akiba-Linie \| 1902–1962 \| \| \| 238,1 \| Fukuroi (袋井) \| 1889– \| \| \| \| → Sun’en-Linie \| 1913–1970 \| \| \| \| Haranoya-gawa \| \| \| \| \| Ota-gawa \| \| \| \| \| ← Kōmyō-Bahn \| 1928–1936 \| \| \| 245,9 \| Iwata (磐田) \| 1889– \| \| \| 252,7 \| Toyodachō (豊田町) \| 1991– \| \| \| \| Tenryū-gawa \| \| \| \| 252,7 \| Tenryūgawa (天竜川) \| 1898– \| \| \| \| → Tōkaidō-Shinkansen \| 1964– \| \| \| \| Magome-gawa \| \| \| \| \| ← Shin-Hamamatsu (新浜松) \| \| \| \| 257,1 \| Hamamatsu (浜松) \| 1888– \| \| \| \| ← Enshū-Bahnlinie \| 1909– \| \| \| \| \| \| \| \| 259,1 \| Güterbahnhof Nishi-Hamamatsu \| Güterbahnhof Nishi-Hamamatsu \| \| \| \| Betriebswerk Hamamatsu \| \| \| \| \| \| \| \| \| 262,4 \| Takatsuka (高塚) \| 1929– \| \| \| 267,5 \| Maisaka (舞阪) \| 1888– \| \| \| \| \| \| \| \| 269,8 \| Bentenjima (弁天島) \| 1906– \| \| \| \| \| \| \| \| \| Hamana-See \| \| \| \| 272,9 \| Araimachi (新居町) \| 1915– \| \| \| \| → Tōkaidō-Shinkansen \| 1964– \| \| \| 276,6 \| Washizu (鷲津) \| 1888– \| \| \| \| ← Tenryū-Hamanako-Linie \| 1936– \| \| \| 282,4 \| Shinjohara (新所原) \| 1936– \| \| \| \| \| \| \| \| \| → Tōkaidō-Shinkansen \| 1964– \| \| \| 286,7 \| Futagawa (二川) \| 1896– \| \| \| \| → Atsumi-Linie \| 1925– \| \| \| \| \| \| \| \| \| Shin-Toyohashi (新豊橋) \| \| \| \| 293,6 \| Toyohashi (豊橋) \| 1888– \| \| \| \| \| \| \| \| \| ← Iida-Linie / Meitetsu Nagoya-Hauptlinie \| \| \| \| \| ↓ Tōkaidō-Hauptlinie nach Maibara \| 1888– \| |                   |                                           |                                           |
| Strecke |                   | ↑ Tōkaidō-Hauptlinie nach Tokio           | 1925–                                     |
| Strecke · Strecke |                   | ↑ Tōkaidō-Shinkansen                      | 1964–                                     |
| | 104,6             | Atami (熱海)                              | 1925–                                     |
| Strecke |                   |                                           |                                           |
| Tunnel · Tunnel · Tunnel |                   |                                           |                                           |
| Strecke · Blockstelle · Haltepunkt / Haltestelle |                   | Kinomiya (来宮)                           | Kinomiya (来宮)                           |
| Tunnelanfang · Tunnelanfang · Strecke nach links |                   | → Itō-Linie                               | 1935–                                     |
| Tunnelende · Tunnelende |                   | Tanna-Tunnel (7804 m)                     | Tanna-Tunnel (7804 m)                     |
| Strecke · Haltepunkt / Haltestelle | 114,5             | Kannami (函南)                            | 1934–                                     |
| Tunnel · Tunnel |                   |                                           |                                           |
| Tunnel · Tunnel |                   |                                           |                                           |
| Tunnel · Strecke |                   |                                           |                                           |
| Tunnel · Strecke |                   |                                           |                                           |
| Tunnel · Tunnel |                   |                                           |                                           |
| | 120,7             | Mishima (三島)                            | 1934–                                     |
| Strecke nach halbrechts · Abzweig geradeaus und nach links · Abzweig quer und nach links |                   | → Sunzu-Linie                             | 1934–                                     |
| Kreuzung (Querstrecke außer Betrieb) · Strecke quer (außer Betrieb) |                   | ↔ Sunzu-Linie (alte Strecke)              | 1898–1934                                 |
| Betriebsstelle Streckenanfang · Strecke |                   | Abstellanlage                             | Abstellanlage                             |
| Abzweig quer und nach links · Abzweig geradeaus und von rechts |                   | ← Gotemba-Linie                           | 1889–                                     |
| Bahnhof | 126,2 0,0*        | Numazu (沼津)                             | 1889–                                     |
| Abzweig geradeaus und ehemals nach links · Betriebs-/Güterbahnhof Streckenende und quer (Strecke außer Betrieb) | – 3,0*            | Numazukō (沼津港)                         | 1899–1974                                 |
| Haltepunkt / Haltestelle | 130,3             | Katahama (片浜)                           | 1987–                                     |
| Bahnhof | 132,8             | Hara (原)                                 | 1900–                                     |
| Bahnhof | 137,4             | Higashi-Tagonoura                         | Higashi-Tagonoura                         |
| Strecke |                   | (東田子の浦)                              | 1949–                                     |
| Bahnhof | 141,3             | Yoshiwara (吉原)                          | 1889–                                     |
| Abzweig geradeaus und nach rechts |                   | ← Gakunan-Linie                           | 1949–                                     |
| Kreuzung geradeaus unten |                   | ↔ Tōkaidō-Shinkansen                      | 1964–                                     |
| Brücke über Wasserlauf |                   | Urui-gawa                                 | Urui-gawa                                 |
| Abzweig geradeaus und ehemals von rechts |                   | ← Minobu-Linie (alte Strecke)             | 1913–1969                                 |
| Bahnhof | 146,2             | Fuji (富士)                               | 1909–                                     |
| Abzweig quer und von links · Abzweig geradeaus und nach rechts |                   | ← Minobu-Linie                            | 1969–                                     |
| Betriebsstelle Streckenende · Strecke |                   | Betriebswerk                              | Betriebswerk                              |
| Brücke über Wasserlauf |                   | Fuji-kawa                                 | Fuji-kawa                                 |
| Bahnhof | 149,7             | Fujikawa (富士川)                         | 1889–                                     |
| Kreuzung geradeaus unten |                   | ↔ Tōkaidō-Shinkansen                      | 1964–                                     |
| Haltepunkt / Haltestelle | 152,5             | Shin-Kambara (新蒲原)                     | 1968–                                     |
| Bahnhof | 154,9             | Kambara (蒲原)                            | 1890–                                     |
| |                   | Tōmei-Autobahn                            |                                           |
| Bahnhof | 158,4             | Yui (由比)                                | 1916–                                     |
| Tunnel |                   |                                           |                                           |
| |                   | Tōmei-Autobahn                            |                                           |
| Tunnel |                   |                                           |                                           |
| Brücke über Wasserlauf |                   | Okitsu-gawa                               | Okitsu-gawa                               |
| Bahnhof | 164,3             | Okitsu (興津)                             | 1889–                                     |
| Brücke über Wasserlauf |                   | Ihara-gawa                                | Ihara-gawa                                |
| ehemaliger Haltepunkt / Haltestelle | 166,7             | Sodeshi (袖師)                            | 1926–1971                                 |
| Bahnhof | 169,0             | Shimizu (清水)                            | 1889–                                     |
| Abzweig geradeaus und ehemals nach links |                   | → Shimizukō-Linie                         | 1916–1984                                 |
| Strecke · Haltepunkt / Haltestelle Streckenanfang |                   | Shin-Shimizu (新清水)                     | Shin-Shimizu (新清水)                     |
| Brücke über Wasserlauf · Brücke über Wasserlauf |                   | Tomoe-gawa                                | Tomoe-gawa                                |
| Strecke |                   | → Shizuoka-Shimizu-Linie                  | 1908–                                     |
| Strecke von halbrechts · Strecke |                   | ← Tōkaidō-Shinkansen                      | ← Tōkaidō-Shinkansen                      |
| Strecke · Haltepunkt / Haltestelle | 174,2             | Kusanagi (草薙)                           | 1926–                                     |
| |                   | Tōmei-Autobahn                            |                                           |
| Kreuzung geradeaus unten · Kreuzung geradeaus unten |                   | ↔ Shizuoka-Shimizu-Linie                  | 1908–                                     |
| Strecke · Dienststation / Betriebs- oder Güterbahnhof | 176,7             | Güterbahnhof Shizuoka                     | Güterbahnhof Shizuoka                     |
| Strecke · Haltepunkt / Haltestelle | 177,7             | Higashi-Shizuoka (東静岡)                 | 1998–                                     |
| Strecke nach links · Kreuzung geradeaus unten · Strecke von rechts |                   |                                           |                                           |
| Betriebsstelle Streckenanfang und quer · Abzweig geradeaus und von rechts · Strecke |                   | Betriebswerk                              | Betriebswerk                              |
| | 180,2             | Shizuoka (静岡)                           | 1889–                                     |
| Brücke über Wasserlauf · Brücke über Wasserlauf |                   | Abe-kawa                                  | Abe-kawa                                  |
| Strecke von links · Kreuzung geradeaus unten · Strecke nach rechts |                   |                                           |                                           |
| Strecke · Haltepunkt / Haltestelle | 184,5             | Abekawa (安倍川)                          | 1985–                                     |
| |                   | Tōmei-Autobahn                            |                                           |
| Strecke · Bahnhof | 186,6             | Mochimune (用宗)                          | 1909–                                     |
| |                   |                                           |                                           |
| Tunnelanfang · Tunnelanfang |                   | links: Nihonzaka-Tunnel (2174 m)          | links: Nihonzaka-Tunnel (2174 m)          |
| Strecke (im Tunnel) |                   | rechts: alter Ishibe-Tunnel (910m)        | rechts: alter Ishibe-Tunnel (910m)        |
| Strecke (im Tunnel) · Strecke (im Tunnel) · Strecke Tunnelanfang (außer Betrieb) |                   | Mitte: Ishibe-Tunnel (2205 m)             | Mitte: Ishibe-Tunnel (2205 m)             |
| Strecke (im Tunnel) |                   | rechts: Isohama-Tunnel (970 m)            | rechts: Isohama-Tunnel (970 m)            |
| Tunnelende · Tunnelende |                   |                                           |                                           |
| |                   |                                           |                                           |
| Strecke nach halbrechts · Strecke |                   | ← Tōkaidō-Shinkansen                      | 1964–                                     |
| Brücke über Wasserlauf |                   | ← Asahina-gawa                            | ← Asahina-gawa                            |
| Bahnhof | 193,7             | Yaizu (焼津)                              | 1889–                                     |
| Kreuzung geradeaus unten |                   | ↔ Tōkaidō-Shinkansen                      | 1964–                                     |
| Haltepunkt / Haltestelle | 197,0             | Nishi-Yaizu (西焼津)                      | 1987–                                     |
| |                   | Tōmei-Autobahn                            |                                           |
| Haltepunkt / Haltestelle quer (Strecke außer Betrieb) · Kreuzung geradeaus unten (Querstrecke außer Betrieb) |                   | ↔ Sun’en-Linie                            | 1913–1970                                 |
| Bahnhof | 200,3             | Fujieda (藤枝)                            | 1889–                                     |
| Haltepunkt / Haltestelle | 204,9             | Rokugō (六合)                             | 1986–                                     |
| Kopfbahnhof Streckenanfang (Strecke außer Betrieb) · Bahnhof | 207,8             | Shimada (島田)                            | 1889–                                     |
| Strecke nach rechts (außer Betrieb) · Strecke |                   | ← Shimada-Bahn                            | 1898–1955                                 |
| Brücke über Wasserlauf |                   | Ōi-gawa                                   | Ōi-gawa                                   |
| Abzweig geradeaus und von rechts |                   | ← Ōigawa-Hauptlinie                       | 1927–                                     |
| Bahnhof | 212,9             | Kanaya (金谷)                             | 1890–                                     |
| Tunnel |                   | Makinohara-Tunnel (1056 m)                | Makinohara-Tunnel (1056 m)                |
| Strecke nach halbrechts und von links · Kreuzung geradeaus oben |                   | ↔ Tōkaidō-Shinkansen                      | 1964–                                     |
| Bahnhof · Kopfbahnhof Streckenanfang (Strecke außer Betrieb) | 222,2             | Kikugawa (菊川)                           | 1889–                                     |
| Strecke · Strecke nach links (außer Betrieb) |                   | → Horinouchi-Bahn                         | 1899–1935                                 |
| Tunnel |                   |                                           |                                           |
| Strecke nach links und von halbrechts · Kreuzung geradeaus unten · Strecke von rechts |                   | ↔ Tōkaidō-Shinkansen                      | 1964–                                     |
| | 229,3             | Kakegawa (掛川)                           | 1889–                                     |
| Abzweig geradeaus und nach rechts · Strecke |                   | ← Tenryū-Hamanako-Linie                   | 1935–                                     |
| |                   | Tōmei-Autobahn                            |                                           |
| Haltepunkt / Haltestelle · Strecke | 234,6             | Aino (愛野)                               | 2001–                                     |
| Strecke · Strecke nach halblinks |                   |                                           |                                           |
| Strecke |                   | ← Akiba-Linie                             | 1902–1962                                 |
| Kopfbahnhof Streckenende und quer (Strecke außer Betrieb) · Bahnhof · Kopfbahnhof Streckenanfang (Strecke außer Betrieb) | 238,1             | Fukuroi (袋井)                            | 1889–                                     |
| Strecke · Strecke nach links (außer Betrieb) |                   | → Sun’en-Linie                            | 1913–1970                                 |
| Brücke über Wasserlauf |                   | Haranoya-gawa                             | Haranoya-gawa                             |
| Brücke über Wasserlauf |                   | Ota-gawa                                  | Ota-gawa                                  |
| Strecke |                   | ← Kōmyō-Bahn                              | 1928–1936                                 |
| Kopfbahnhof Streckenende und quer (Strecke außer Betrieb) · Bahnhof | 245,9             | Iwata (磐田)                              | 1889–                                     |
| Haltepunkt / Haltestelle | 252,7             | Toyodachō (豊田町)                        | 1991–                                     |
| Brücke über Wasserlauf |                   | Tenryū-gawa                               | Tenryū-gawa                               |
| Bahnhof | 252,7             | Tenryūgawa (天竜川)                       | 1898–                                     |
| Strecke · Strecke von halblinks |                   | → Tōkaidō-Shinkansen                      | 1964–                                     |
| Brücke über Wasserlauf · Brücke über Wasserlauf |                   | Magome-gawa                               | Magome-gawa                               |
| Strecke · Strecke |                   | ← Shin-Hamamatsu (新浜松)                 | ← Shin-Hamamatsu (新浜松)                 |
| Kopfbahnhof Streckenende und quer | 257,1             | Hamamatsu (浜松)                          | 1888–                                     |
| Strecke · Strecke |                   | ← Enshū-Bahnlinie                         | 1909–                                     |
| Strecke |                   |                                           |                                           |
| Strecke · Dienststation / Betriebs- oder Güterbahnhof · Strecke | 259,1             | Güterbahnhof Nishi-Hamamatsu              | Güterbahnhof Nishi-Hamamatsu              |
| Blockstelle · Strecke · Strecke |                   | Betriebswerk Hamamatsu                    | Betriebswerk Hamamatsu                    |
| Abzweig geradeaus und von links · Kreuzung geradeaus unten · Strecke nach rechts |                   |                                           |                                           |
| Bahnhof | 262,4             | Takatsuka (高塚)                          | 1929–                                     |
| Bahnhof | 267,5             | Maisaka (舞阪)                            | 1888–                                     |
| Brücke über Wasserlauf · Brücke über Wasserlauf |                   |                                           |                                           |
| Strecke · Haltepunkt / Haltestelle | 269,8             | Bentenjima (弁天島)                       | 1906–                                     |
| Brücke über Wasserlauf · Brücke über Wasserlauf |                   |                                           |                                           |
| Brücke über Wasserlauf · Brücke über Wasserlauf |                   | Hamana-See                                | Hamana-See                                |
| Strecke · Bahnhof | 272,9             | Araimachi (新居町)                        | 1915–                                     |
| Strecke nach links · Kreuzung geradeaus oben · Strecke nach halblinks und von rechts |                   | → Tōkaidō-Shinkansen                      | 1964–                                     |
| Bahnhof | 276,6             | Washizu (鷲津)                            | 1888–                                     |
| Strecke von rechts · Strecke |                   | ← Tenryū-Hamanako-Linie                   | 1936–                                     |
| | 282,4             | Shinjohara (新所原)                       | 1936–                                     |
| |                   |                                           |                                           |
| Strecke · Strecke von halblinks |                   | → Tōkaidō-Shinkansen                      | 1964–                                     |
| Bahnhof · Strecke | 286,7             | Futagawa (二川)                           | 1896–                                     |
| Strecke von links · Kreuzung geradeaus unten · Kreuzung geradeaus oben |                   | → Atsumi-Linie                            | 1925–                                     |
| Strecke · Strecke |                   |                                           |                                           |
| Kopfbahnhof Streckenende · Strecke · Strecke |                   | Shin-Toyohashi (新豊橋)                   | Shin-Toyohashi (新豊橋)                   |
| | 293,6             | Toyohashi (豊橋)                          | 1888–                                     |
| Strecke nach halblinks |                   |                                           |                                           |
| Strecke nach halbrechts · Strecke |                   | ← Iida-Linie / Meitetsu Nagoya-Hauptlinie | ← Iida-Linie / Meitetsu Nagoya-Hauptlinie |
| Strecke |                   | ↓ Tōkaidō-Hauptlinie nach Maibara         | 1888–                                     |

Dieser Artikel beschreibt den in der östlichen Hälfte der Region Chūbu gelegenen Teil der Tōkaidō-Hauptlinie, einer der wichtigsten Bahnstrecken Japans. Die kapspurige, auf die Stadt Shizuoka zentrierte Teilstrecke ist 189,0 km lang und wird von der Bahngesellschaft JR Central betrieben. Von Atami aus führt sie über Shizuoka und Hamamatsu nach Toyohashi. Sie liegt dabei fast ganz in der Präfektur Shizuoka, der westlichste Teil in der Präfektur Aichi.
Die allgemeinen Merkmale und die Geschichte der Gesamtstrecke Tokio–Kōbe werden im Hauptartikel behandelt. Weitere Teilstrecken:
- Tōkaidō-Hauptlinie (Tokio–Atami)
- Tōkaidō-Hauptlinie (Toyohashi–Maibara)
- Biwako-Linie (Maibara–Kyōto)
- JR Kyōto-Linie (Kyōto–Osaka)
- JR Kōbe-Linie (Osaka–Kōbe)

## Streckenbeschreibung
Östlicher Ausgangspunkt ist der Bahnhof Atami. Der nachfolgende Bahnhof Kinomiya wird zwar nur von Zügen der Itō-Linie bedient, doch Tōkaidō-Züge von JR East nutzen ihn zum Wenden. Unmittelbar danach beginnen der Zuständigkeitsbereich von JR Central und der 7804 m lange Tanna-Tunnel. Dieser führt durch die tektonisch aktiven Ausläufer des Vulkans Taga nach Mishima. In Numazu erreicht die Strecke wieder die Küste. Der vorgängig beschriebene Abschnitt entstand erst vier Jahrzehnte nach der Vollendung der Tōkaidō-Hauptlinie; bis dahin befuhren die Züge zwischen Kōzu und Numazu die heutige Gotemba-Linie, die das Hakone-Bergmassiv an dessen Nordseite umrundet.
Südlich am Vulkan Ashitaka vorbei geht es weiter der Suruga-Bucht entlang. Nach der Überquerung des Flusses Fuji wendet sich die Strecke nach Südwesten und folgt einem sehr schmalen Küstenstreifen. Im Bereich des Satta-Passes verlaufen die Tōkaidō-Hauptlinie, die Nationalstraße 1 und die Tōmei-Autobahn auf engstem Raum parallel. Nach der Präfekturhauptstadt Shizuoka und der Überquerung des Abe folgt ein von steilen Felswänden geprägter Küstenabschnitt. Ursprünglich führte die Strecke in diesem Bereich durch zwei Tunnel unmittelbar an der Küste. Da die Trasse stark steinschlaggefährdet war, wurde sie 1942 durch den 2174 m langen Nihonzaka-Tunnel ersetzt und wird seitdem dem Verfall überlassen. Die Tōkaidō-Hauptlinie nutzte den Nihonzaka-Tunnel bis 1962, als dieser an die damals im Bau befindliche Schnellfahrstrecke Tōkaidō-Shinkansen übertragen wurde. Als Ersatz entstand der Ishibe-Tunnel mit einer Länge von 2205 m.
Über die Shida-Ebene verläuft die Strecke wieder ins Landesinnere und überbrückt bei Kanaya den Ōi. Anschließend wird mit dem 1056 m langen Makinohara-Tunnel und einer kurvenreichen Streckenführung das Makinohara-Plateau bei Kikugawa überwunden, ehe die Strecke sich wieder der Küste nähert. Sie überquert den Tenryū und erreicht die Stadt Hamamatsu. Am westlichen Stadtrand überquert sie parallel zum Tōkaidō-Shinkansen den Hamana-See. Zu diesem Zweck wird sie über Benten-jima geführt, eine Insel im Mündungsbereich. Unmittelbar nach Shinjohara befindet sich die Grenze zur Präfektur Aichi. Schließlich endet der Abschnitt in Toyohashi.

## Züge
Der überregionale Fernverkehr wird heute größtenteils auf der parallel verlaufenden Schnellfahrstrecke Tōkaidō-Shinkansen abgewickelt. Es gibt keine Schnellzüge, die das Teilstück Atami–Toyohashi auf seiner gesamten Länge befahren. Hingegen gibt es so genannte „Limited Express“ (新快速, Shin kaisoku), die auf einem kürzeren Abschnitt der Tōkaidō-Hauptlinie und auf einer daran anschließenden Strecke verkehren. Dazu gehören der Fujikawa (ふじかわ) von Shizuoka nach Kōfu oder der Odoriko (踊り子) von Tokio über Mishima nach Shuzenji. Der Home Liner (ホームライナー) von Numazu über Shizuoka nach Hamamatsu ist ein Eilzug während der Verkehrsspitze mit reservierten Sitzplätzen.
Regionalzüge verkehren, abhängig von Streckenabschnitt und Tageszeit, drei- bis sechsmal pro Stunde. Dabei gilt auch hier, dass kein Zug die gesamte Strecke zwischen Atami und Toyohashi bewältigt; ebenso können Zugläufe und Zuglängen variieren. Manche Züge verkehren von Hamamatsu aus bis nach Nagoya, sodass in Toyohashi das Umsteigen entfällt. De Nachtzüge Sunrise Izumo (サンライズ出雲) und Sunrise Seto (サンライズ瀬戸) befahren ebenfalls die Tōkaidō-Hauptlinie. Der Schienengüterverkehr wird durch JR Freight abgewickelt.

## Bilder

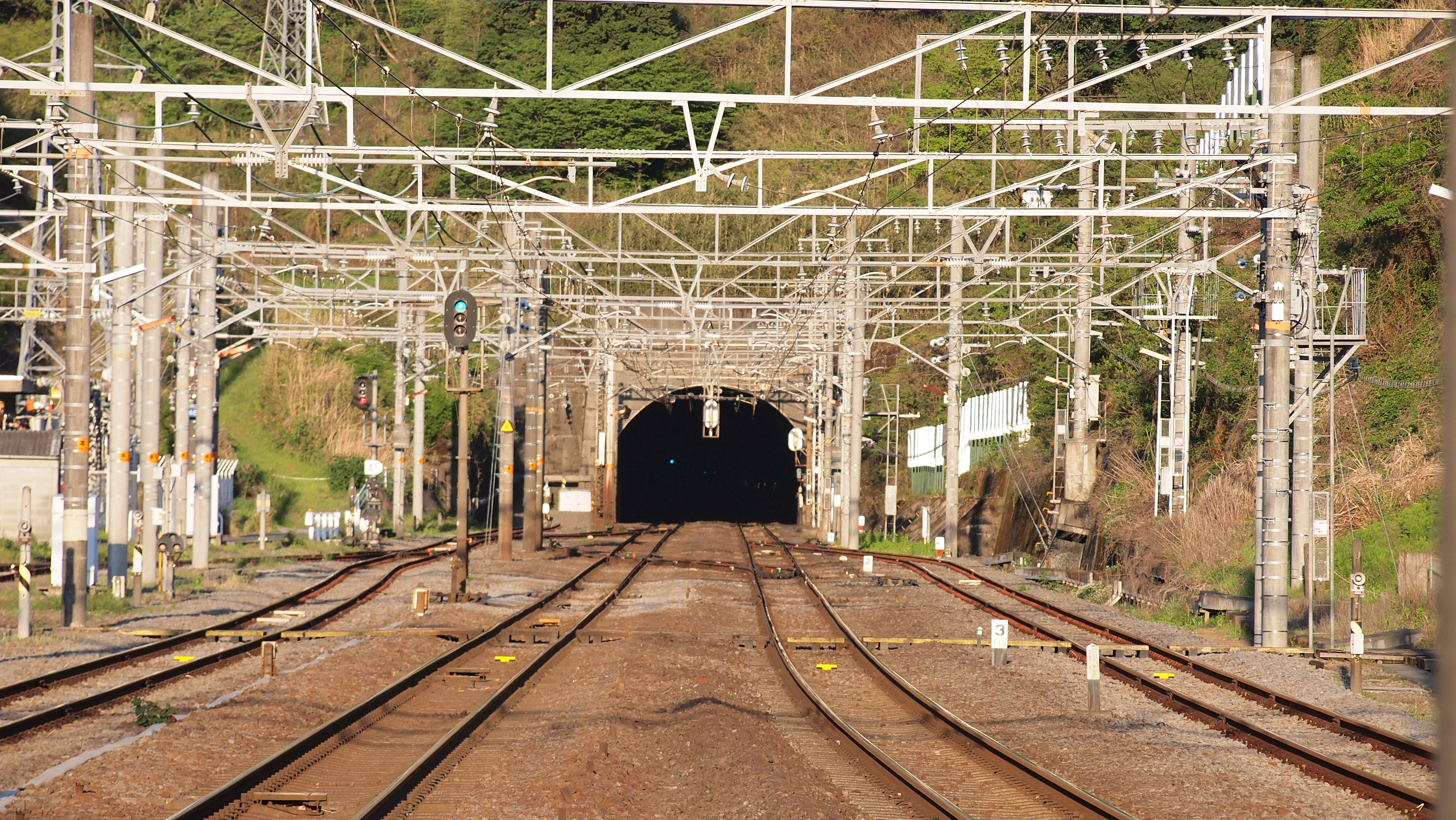
Westportal des Tanna-Tunnels
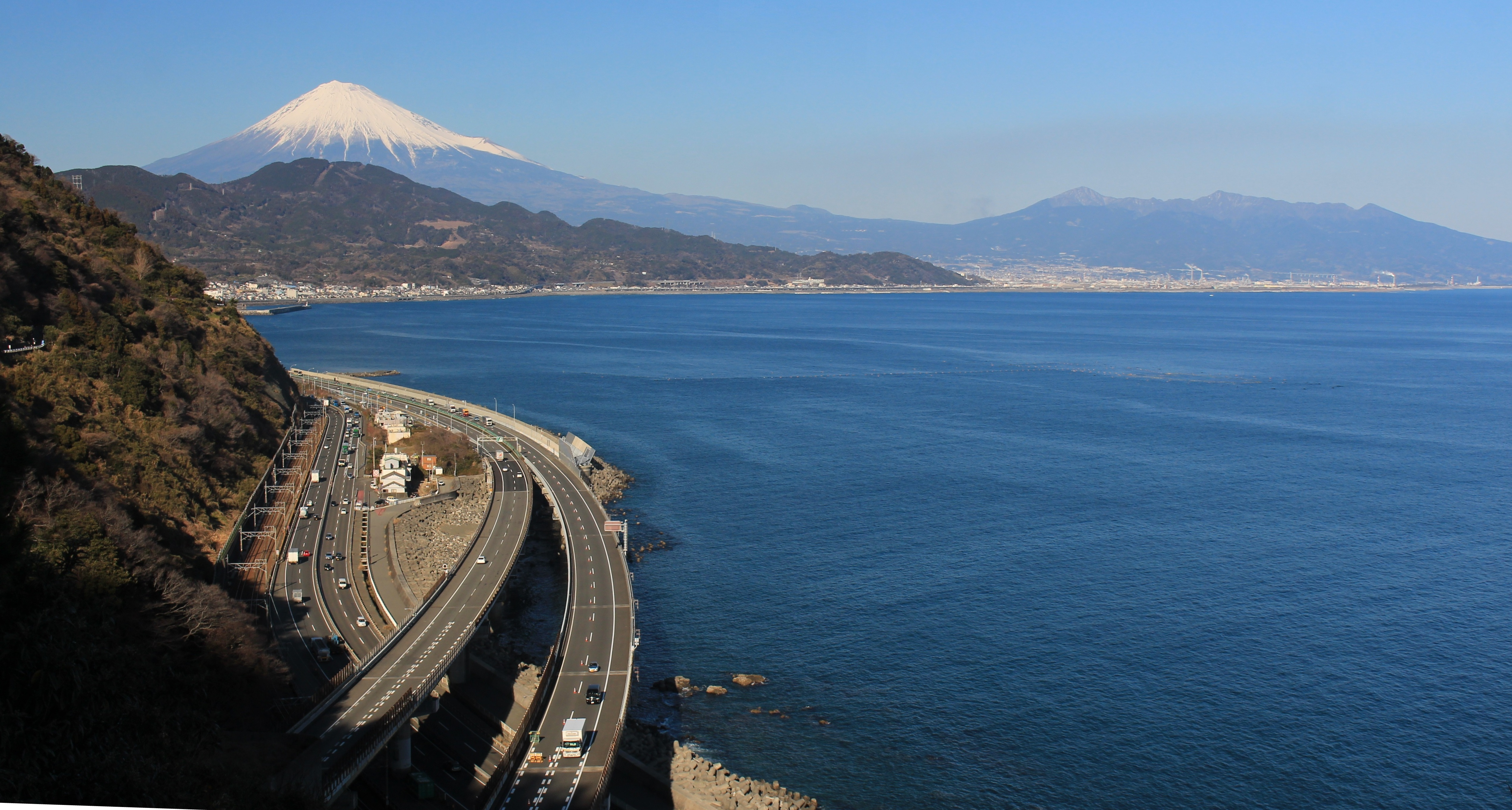
Engstelle beim Satta-Pass, hinten links der Fuji
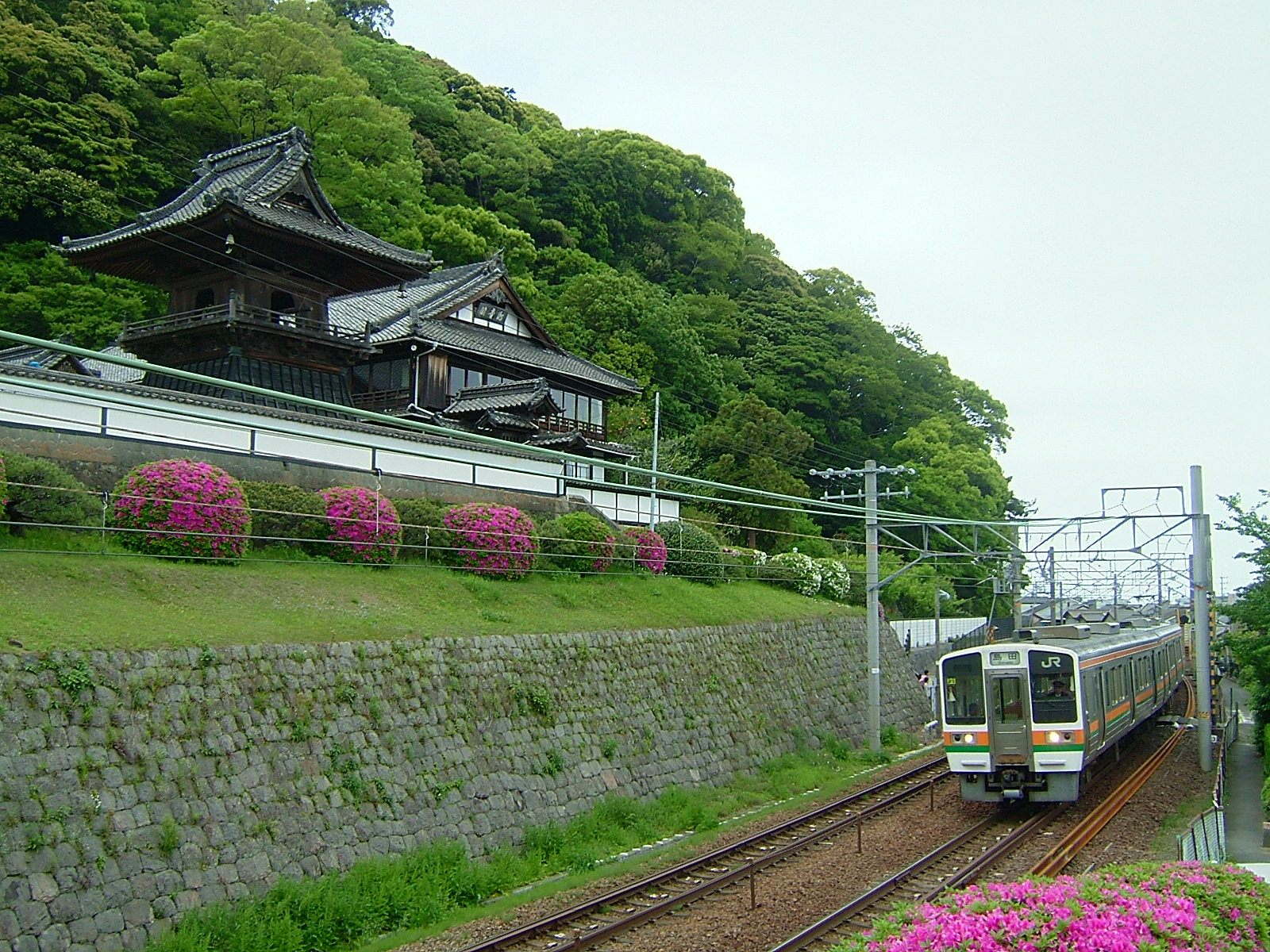
Seikenji-Tempel bei Shizuoka
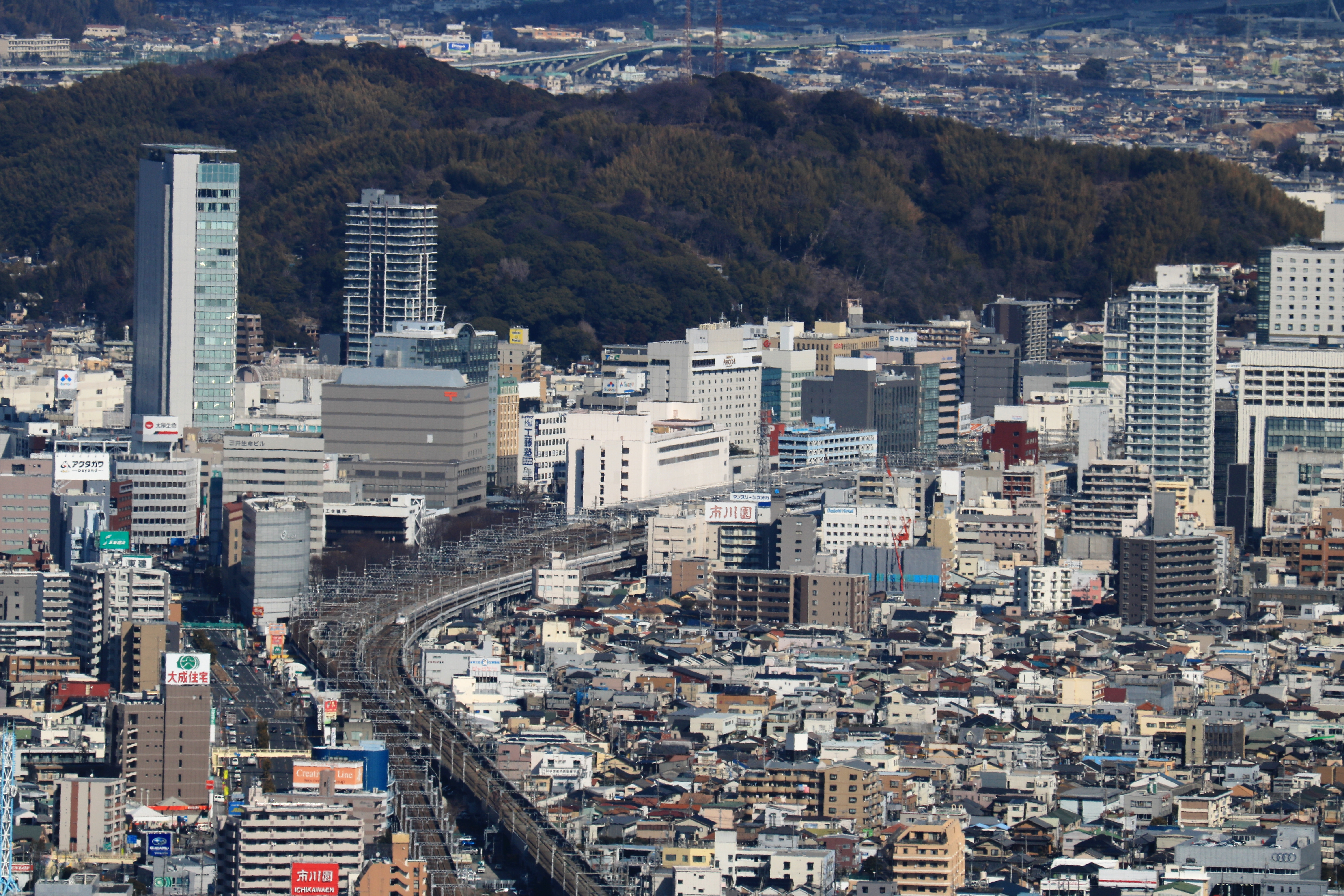
Aussicht auf den Bahnhof Shizuoka
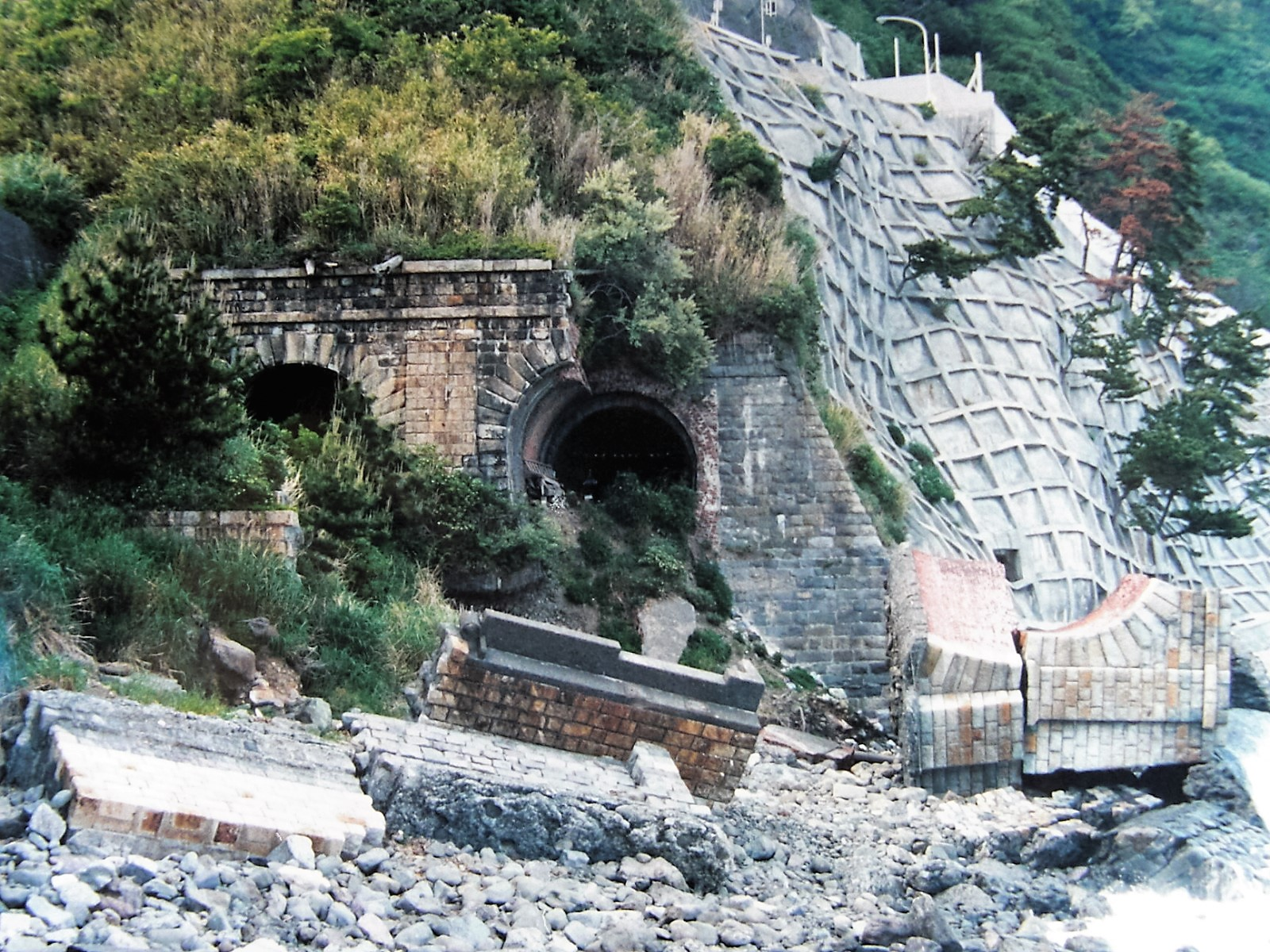
Alter Ishibe-Tunnel, wird dem Verfall überlassen
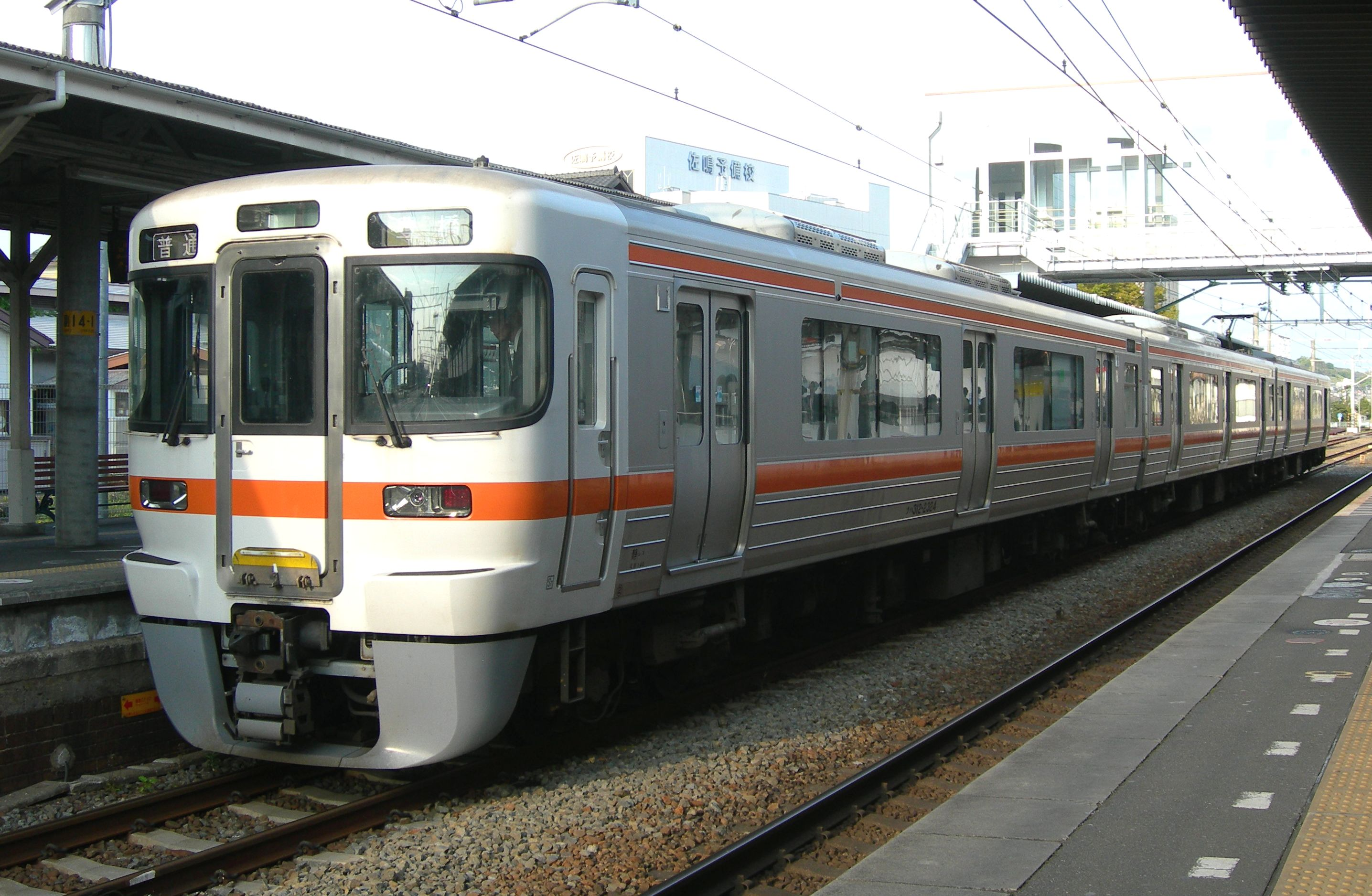
Triebzug der Baureihe 313 in Kakegawa

## Chronologie wichtiger Ereignisse
- 1. September 1888: Eröffnung der Strecke (Ōbu –) Toyohashi – Hamamatsu; in Ōbu Anschluss an die bereits bestehende Strecke nach Nagoya
- 1. Februar 1889: Eröffnung der Strecke (Kōzu – Gotemba –) Numazu – Fuji – Shizuoka; entspricht zwischen Kōzu und Numazu der heutigen Gotemba-Linie; in Kōzu Anschluss in die bereits bestehende Strecke nach Tokio
- 1. Juli 1889: Eröffnung der Strecke Shizuoka – Hamamatsu; durchgehende Verbindung Tokio – Kōbe fertiggestellt
- 1. April 1895: Einführung der Streckenbezeichnung Tōkaidō-Linie (Tōkaidō-sen)
- 15. Juli 1898: zweites Gleis zwischen Kambara und Okitsu
- 25. Dezember 1898: zweites Gleis zwischen Kambara und Fujikawa sowie zwischen Okitsu und Shizuoka
- 24. Februar 1899: zweites Gleis zwischen Numazu und Yoshiwara
- 5. November 1900: zweites Gleis zwischen Yoshiwara und Fujikawa
- 6. Juli 1903: zweites Gleis zwischen Toyohashi und Washizu
- 7. Dezember 1903: zweites Gleis zwischen Kanaya und Kikugawa
- 8. Februar 1904: zweites Gleis zwischen Hamamatsu und Maisaka
- 5. August 1904: zweites Gleis zwischen Maisaka und Washizu
- 20. Februar 1905: zweites Gleis zwischen Tenryūgawa und Hamamatsu
- 5. April 1905: zweites Gleis zwischen Kikugawa und Kakegawa
- 20. April 1907: zweites Gleis zwischen Yaizu und Shimada
- 1. November 1907: Eröffnung der abzweigenden Hafenbahn Numazu–Numazukō
- 20. Dezember 1907: zweites Gleis zwischen Kakegawa und Fukuroi
- 28. März 1908: zweites Gleis zwischen Fukuroi und Iwata
- 5. November 1908: zweites Gleis zwischen Iwata und der Tenryū-Brücke
- 12. Oktober 1909: Einführung der Streckenbezeichnung Tōkaidō-Hauptlinie (Tōkaidō-honsen)
- 1. November 1910: zweites Gleis zwischen Yaizu und der temporären Signalstation Isohama
- 10. März 1911: zweites Gleis zwischen der temporären Signalstation Isohama und Mochimune
- 27. Juli 1912: zweites Gleis zwischen Shimada und Kanaya
- 1. August 1913: zweites Gleis zwischen der Tenryū-Brücke und Tenryūgawa; doppelspuriger Ausbau der gesamten Tōkaidō-Hauptlinie abgeschlossen
- 1. April 1918: Baubeginn des Tanna-Tunnels
- 1. Dezember 1934: Eröffnung der Strecke Numazu – Atami und des Tanna-Tunnels (elektrifizierte Doppelspur); Umweg über Gotemba entfällt (Auslagerung als Gotemba-Linie)
- Dezember 1944: veränderte Streckenführung zwischen Mochimune und Yaizu durch den neu eröffneten Nihonzaka-Tunnel; Stilllegung des alten Ishibe-Tunnels und des Isohama-Tunnels
- 1. Februar 1949: Elektrifizierung der Strecke zwischen Numazu und Shizuoka
- 20. Mai 1949: Elektrifizierung der Strecke zwischen Shizuoka und Hamamatsu
- 21. Juli 1953: Elektrifizierung der Strecke zwischen Hamamatsu und Toyohashi (bzw. weiter nach Nagoya)
- 28. September 1962: veränderte Streckenführung zwischen Mochimune und Yaizu durch den neuen (und längeren) Ishibe-Tunnel; Nutzung des Nihonzaka-Tunnels für den Tōkaidō-Shinkansen
- 1. September 1974: Stilllegung der Hafenbahn Numazu–Numazukō
- 1. April 1987: Privatisierung der Japanischen Staatsbahn und Übertragung des Abschnitts Atami – Shizuoka – Toyohashi der Tōkaidō-Hauptlinie an die neu gegründete JR Central
- 6. Oktober 2014: Sperrung des gesamten Abschnitts Atami – Toyohashi nach Erdrutschen infolge des Taifuns Phanfone; etappenweise Instandstellung nimmt zehn Tage in Anspruch[3]

## Liste der Bahnhöfe
| Name | Name                           | km    | Anschlusslinien | Lage   | Ort       | Präfektur |
| ---- | ------------------------------ | ----- | --- | ------ | --------- | --------- |
| CA00 | Atami (熱海)                   | 104,6 | Tōkaidō-Shinkansen Tōkaidō-Hauptlinie (Tokio–Atami) Itō-Linie                                                                                              | Koord. | Atami     | Shizuoka  |
| CA01 | Kannami (函南)                 | 114,5 | | Koord. | Kannami   | Shizuoka  |
| CA02 | Mishima (三島)                 | 120,7 | Tōkaidō-Shinkansen Sunzu-Linie | Koord. | Mishima   | Shizuoka  |
| CA03 | Numazu (沼津)                  | 126,2 | Gotemba-Linie | Koord. | Numazu    | Shizuoka  |
| CA04 | Katahama (片浜)                | 130,3 | | Koord. | Numazu    | Shizuoka  |
| CA05 | Hara (原)                      | 132,8 | | Koord. | Numazu    | Shizuoka  |
| CA06 | Higashi-Tagonoura (東田子の浦) | 137,4 | | Koord. | Fuji      | Shizuoka  |
| CA07 | Yoshiwara (吉原)               | 141,3 | Gakunan-Linie | Koord. | Fuji      | Shizuoka  |
| CA08 | Fuji (富士)                    | 146,2 | Minobu-Linie | Koord. | Fuji      | Shizuoka  |
| CA09 | Fujikawa (富士川)              | 149,7 | | Koord. | Fuji      | Shizuoka  |
| CA10 | Shin-Kambara (新蒲原)          | 152,5 | | Koord. | Shizuoka  | Shizuoka  |
| CA11 | Kambara (蒲原)                 | 154,9 | | Koord. | Shizuoka  | Shizuoka  |
| CA12 | Yui (由比)                     | 158,4 | | Koord. | Shizuoka  | Shizuoka  |
| CA13 | Okitsu (興津)                  | 164,3 | | Koord. | Shizuoka  | Shizuoka  |
| CA14 | Shimizu (清水)                 | 169,0 | | Koord. | Shizuoka  | Shizuoka  |
| CA15 | Kusanagi (草薙)                | 174,2 | Shizuoka-Shimizu-Linie | Koord. | Shizuoka  | Shizuoka  |
| CA16 | Higashi-Shizuoka (東静岡)      | 177,7 | | Koord. | Shizuoka  | Shizuoka  |
| CA17 | Shizuoka (静岡)                | 180,2 | Tōkaidō-Shinkansen | Koord. | Shizuoka  | Shizuoka  |
| CA18 | Abekawa (安倍川)               | 184,5 | | Koord. | Shizuoka  | Shizuoka  |
| CA19 | Mochimune (用宗)               | 186,8 | | Koord. | Shizuoka  | Shizuoka  |
| CA20 | Yaizu (焼津)                   | 193,7 | | Koord. | Yaizu     | Shizuoka  |
| CA21 | Nishi-Yaizu (西焼津)           | 197,0 | | Koord. | Yaizu     | Shizuoka  |
| CA22 | Fujieda (藤枝)                 | 200,3 | | Koord. | Fujieda   | Shizuoka  |
| CA23 | Rokugō (六合)                  | 204,9 | | Koord. | Shimada   | Shizuoka  |
| CA24 | Shimada (島田)                 | 207,8 | | Koord. | Shimada   | Shizuoka  |
| CA25 | Kanaya (金谷)                  | 212,9 | Ōigawa-Hauptlinie | Koord. | Shimada   | Shizuoka  |
| CA26 | Kikugawa (菊川)                | 222,2 | | Koord. | Kikugawa  | Shizuoka  |
| CA27 | Kakegawa (掛川)                | 229,3 | Tōkaidō-Shinkansen Tenryū-Hamanako-Linie | Koord. | Kakegawa  | Shizuoka  |
| CA28 | Aino (愛野)                    | 234,6 | | Koord. | Fukuroi   | Shizuoka  |
| CA29 | Fukuroi (袋井)                 | 238,1 | | Koord. | Fukuroi   | Shizuoka  |
| CA31 | Iwata (磐田)                   | 245,9 | | Koord. | Iwata     | Shizuoka  |
| CA32 | Toyodachō (豊田町)             | 248,8 | | Koord. | Iwata     | Shizuoka  |
| CA33 | Tenryūgawa (天竜川)            | 252,7 | | Koord. | Hamamatsu | Shizuoka  |
| CA34 | Hamamatsu (浜松)               | 257,1 | Tōkaidō-Shinkansen im Bhf. Shin-Hamamatsu: Enshū-Bahnlinie                                                                                                 | Koord. | Hamamatsu | Shizuoka  |
| CA35 | Takatsuka (高塚)               | 262,4 | | Koord. | Hamamatsu | Shizuoka  |
| CA36 | Maisaka (舞阪)                 | 267,5 | | Koord. | Hamamatsu | Shizuoka  |
| CA37 | Bentenjima (弁天島)            | 269,8 | | Koord. | Hamamatsu | Shizuoka  |
| CA38 | Araimachi (新居町)             | 272,9 | | Koord. | Kosai     | Shizuoka  |
| CA39 | Washizu (鷲津)                 | 276,8 | | Koord. | Kosai     | Shizuoka  |
| CA40 | Shinjohara (新所原)            | 282,4 | Tenryū-Hamanako-Linie | Koord. | Kosai     | Shizuoka  |
| CA41 | Futagawa (二川)                | 286,7 | | Koord. | Toyohashi | Aichi     |
| CA42 | Toyohashi (豊橋)               | 293,6 | Tōkaidō-Shinkansen Tōkaidō-Hauptlinie (Toyohashi–Maibara) Iida-Linie Meitetsu Nagoya-Hauptlinie Straßenbahn Toyohashi im Bhf. Shin-Toyohashi: Atsumi-Linie | Koord. | Toyohashi | Aichi     |